# 查利亞科柳山
16°42′37″S 68°43′46″W / 16.71028°S 68.72944°W
查利亞科柳山（Ch'alla Qullu），是玻利維亞的山峰，位於該國西部拉巴斯省的因加維省，處於喬赫利亞維爾基山西北面，屬於安第斯山脈的一部分，海拔高度4,660米。